# جایزه بزرگ آلمان ۱۹۸۹
جایزه بزرگ آلمان ۱۹۸۹ (انگلیسی: ‎1989 German Grand Prix‎) یک مسابقهٔ موتوری در رشتهٔ اتومبیل‌رانی فرمول یک بود که در تاریخ ۳۰ ژوئیه ۱۹۸۹ در هوکنهایمرینگ واقع در نزدیکی هایدلبرگ، آلمان غربی برگزار شد. این گراند پری در میان ۱۶ گراند پری در فصل ۱۹۸۹، مسابقهٔ شمارهٔ ۹ بود.
در این مسابقه که در ۴۵ دور و به مسافت ۳۰۵٫۸۶۵ کیلومتر (۱۹۰٫۰۵۶ مایل) برگزار شد، پول پوزیشن توسط آیرتون سنا کسب شد و سریع‌ترین زمان برای طی یک دور پیست که برابر با ۱:۴۵٫۸۸۴ بود نیز توسط آیرتون سنا به ثبت رسید.
آیرتون سنا از تیم مک‌لارن-هوندا، آلن پروست از تیم مک‌لارن-هوندا و نایجل منسل از تیم فراری به‌ترتیب مقام‌های اول تا سوم مسابقه را کسب کردند.

## رده‌بندی قهرمانی پس از مسابقه
| جایگاه | راننده         | امتیاز |
| ------ | -------------- | ------ |
| ۱      | آلن پروست      | ۵۳     |
| ۲      | آیرتون سنا     | ۳۶     |
| ۳      | نایجل منسل     | ۲۵     |
| ۴      | ریکاردو پاتریس | ۲۵     |
| ۵      | تیری بوتسن     | ۱۳     |
| منبع:  |                |        |

| جایگاه | سازنده       | امتیاز |
| ------ | ------------ | ------ |
| ۱      | مک‌لارن-هوندا | ۸۹     |
| ۲      | ویلیامز-رنو  | ۳۸     |
| ۳      | فراری        | ۲۵     |
| ۴      | بنتون-فورد   | ۱۷     |
| ۵      | تایرل-فورد   | ۱۰     |
| منبع:  |              |        |

یادداشت
- تنها پنج جایگاه نخست از هر رده‌بندی نمایش داده شده‌است.